# The Perfect Date
The Perfect Date (bra: O Date Perfeito; prt: O Par Perfeito) é um filme americano de comédia romântica adolescente de 2019, dirigido por Chris Nelson com o roteiro escrito por Steve Bloom e Randall Green. É baseado no romance The Stand-In de Steve Bloom, publicado pela Carolrohda Lab em outubro de 2017. O filme é estrelado por Noah Centineo, Laura Marano, Camila Mendes, Odiseas Georgiadis e Matt Walsh. Foi lançado em 12 de abril de 2019, pela Netflix.

## Sinopse
Precisando de dinheiro para pagar pela faculdade, Brooks (Noah Centineo) decide criar um aplicativo que permite contratar um namorado para todo tipo de situação imaginável. Porém, adotar uma personalidade e um par romântico diferente para cada dia começa a se mostrar uma tarefa difícil e ele começa a se perguntar quem ele é de verdade e como pode encontrar o amor verdadeiro.

## Elenco
- Noah Centineo como Brooks Rattigan
- Laura Marano como Celia Lieberman
- Odiseas Georgiadis como Murph
- Camila Mendes como Shelby Pace
- Matt Walsh como Charlie Rattigan
- Joe Chrest como Jerry Lieberman
- Carrie Lazar como Lilian Lieberman
- Alex Biglane como Tuna Melt on Seven Grain
- Blaine Kern III como Franklin
- Zak Steiner como Reece
- Ty Parker como Cartelli
- Wayne Péré como Mr. Newhouse
- Autumn Walker como Leah
- Ivan Hoey Jr. como Larry

## Produção
Em março de 2018, foi anunciado que Noah Centineo, Camila Mendes, Laura Marano, Matt Walsh e Odiseas Georgiadis se juntaram ao elenco do filme, então intitulado The Stand-In devido ao romance homônimo, com Chris Nelson dirigindo um roteiro de Steve Bloom e Randall Green. Em janeiro de 2019, foi relatado que a Netflix havia adquirido os direitos de distribuição mundial do filme, renomeado para The Perfect Date.
As filmagens começaram em março de 2018, em Nova Orleans.

## Lançamento
The Perfect Date foi lançado em 12 de abril de 2019. Em julho de 2019, a Netflix informou que o filme foi visto por 48 milhões de lares nas primeiras quatro semanas de lançamento.

## Recepção
No site agregador de resenhas Rotten Tomatoes, o filme tem uma classificação de aprovação de 67% com base em 18 resenhas e uma classificação média de 6/10. O consenso crítico do site diz: "Embora possa não ser a comédia romântica perfeita, as ligações cativantes de The Perfect Date ainda conseguem dar aos telespectadores um momento divertido — embora excessivamente familiar."